# Cameraria orientensis
Cameraria orientensis är en oleanderväxtart som beskrevs av Johannes Bisse. Cameraria orientensis ingår i släktet Cameraria och familjen oleanderväxter. Inga underarter finns listade i Catalogue of Life.